# Dianafranksia fisheri
Dianafranksia fisheri är en tvåvingeart som beskrevs av Coram, Jarzembowski och Mikhail B. Mostovski 2000. Dianafranksia fisheri ingår i släktet Dianafranksia och familjen dvärgdansflugor. Inga underarter finns listade i Catalogue of Life.